# Лученко, Евгений Дмитриевич
Евгений Дмитриевич Лученко (30 июля 1914, Голинка (ныне Бахмачский район, Черниговская область) — 28 ноября 1994, Киев, Украина) — украинский художник школы Фёдора Кричевского и Карпа Трохименко. Работал в жанре пейзажа и портрета. Заслуженный художник УССР (1990).

## Биография
Родился в сословном казацком городке Голинка на Черниговщине. Но в раннем возрасте уехал в Конотоп. Там получает профессиональное образование в студии художника Александра Гофмана, который уделял много времени обучению писать с натуры. Вместе с Лученко учились художники, которым суждено было стать известными художниками — В. Масик, О. Величко, В. Литвинов, О. Зимовец, О. Богданов.
В 1931 году году Лученко удается попасть в Киевский художественный техникум, а с 1934 года он учится в Киевском художественном институте у корифеев украинского искусства — Фёдора Кричевского и Карпа Трохименко.
В 1942 году был мобилизован на фронт. 
После окончания Второй мировой войны получил хорошие рекомендации и попал в круг «официальных художников», которым поручали писать портреты советских функционеров. Однако Лученко вышел далеко за пределы советского канона, создав блестящую галерею портретов и пейзажей.
Много работал на пленэрах в городе Седнев, вблизи Чернигова. Там создал портрет киноактёра Степана Шкурата (1972). Также Лученко был близким другом скульптора Ивана Кавалеридзе, принял участие в подготовке выставки к 100-летию художника в Сумах. В общем, он пытался быть в кругу выдающихся земляков — людей из окрестностей родного села Голинка (Кавалеридзе и Шкурат из города Ромны).
В пейзажах заметное внимание уделено православным церквям.

## Творчество
В послевоенное время создал ряд портретов деятелей науки и культуры:
- портрет художника Карпа Трохименко;
- портрет киноактера Степана Шкурата ;
- портрет скульптора Ивана Кавалеридзе ;
- портрет колхозного сторожа (1960);
- портрет М. Когана-Шаца (1969);
- портрет В. Масика (1970);
- портрет И. Ежакевича (1970);
- портрет матери художника, уроженки села Голинка (1970);
- конный портрет С. Христолюбова (1972);
- портрет Б. Ладыженского (1982).

1979 год написал известную картину «Утро на Владимирской горке».